# Miami (album)
Pour les articles homonymes, voir Miami (homonymie).
Albums de The Gun Club
Fire of Love
(1981) The Las Vegas Story
(1984)
Miami (Animal Records 1982) est le deuxième album du groupe The Gun Club.

## Titres
1. Carry Home - 3:12
2. Like Calling Up Thunder - 2:27
3. Brother and Sister - 2:57
4. Run Through the Jungle - 4:09
5. Devil in the Woods - 3:06
6. Texas Serenade - 4:42
7. Watermelon Man - 4:06
8. Bad Indian - 2:35
9. John Hardy - 3:24
10. Fire of Love - 2:09
11. Sleeping in Blood City - 3:28
12. Mother of Earth - 3:25

En 2009 l'album a été réédité sur le label Cooking Vinyl agrémenté d'un CD bonus en concert.
1. Ghost on the Highway
2. Walkin’ with the Beast
3. I Hear Your Heart Singing
4. Devil In the Woods
5. Goodbye Johnny
6. For the Love of Ivy
7. Bad Indian
8. Strange Fruit
9. Carry Home
10. Preachin’ the Blues
11. Sex Beat
12. Jack on Fire